# Gare de Corps-Nuds
La gare de Corps-Nuds est une gare ferroviaire française de la ligne de Châteaubriant à Rennes, située sur le territoire de la commune de Corps-Nuds, dans le département d'Ille-et-Vilaine, en région Bretagne.
C'est une halte voyageurs de la Société nationale des chemins de fer français (SNCF) desservie par des trains express régionaux du réseau TER Bretagne, circulant entre Rennes et Châteaubriant.

## Situation ferroviaire
Établie à 74 mètres d'altitude, la gare de Corps-Nuds est située au point kilométrique (PK) 43,28 de la ligne de Châteaubriant à Rennes, entre les gares de Janzé et de Saint-Armel.

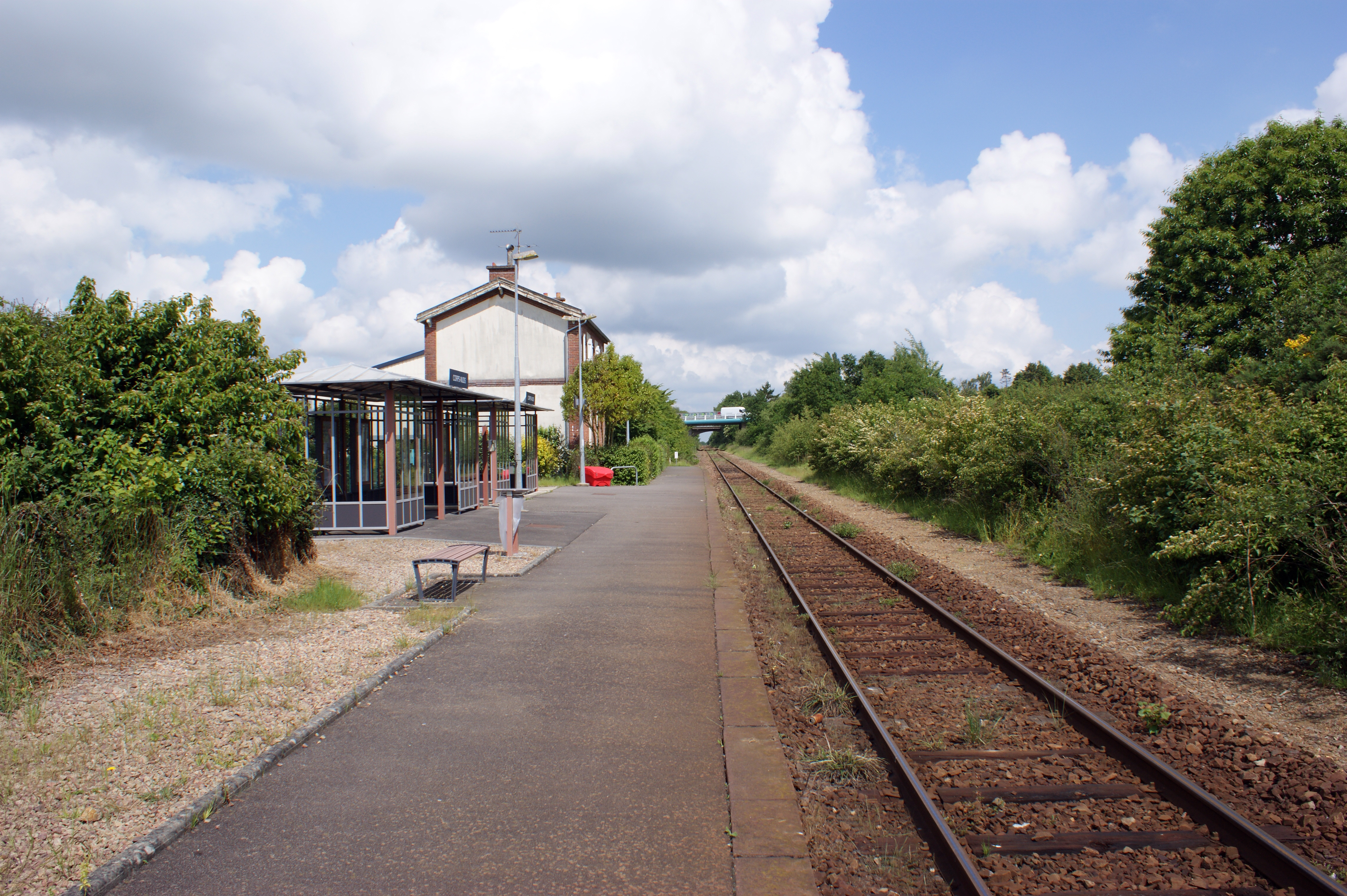
Vue d'ensemble de la halte.

## Histoire
La gare de Corps-Nuds est inaugurée dès la mise en place de la ligne en 1881.

## Fréquentation
De 2015 à 2023, selon les estimations de la SNCF, la fréquentation annuelle de la gare s'élève aux nombres indiqués dans le tableau ci-dessous.
| Année     | 2015   | 2016   | 2017  | 2018  | 2019  | 2020  | 2021  | 2022   | 2023   |
| --------- | ------ | ------ | ----- | ----- | ----- | ----- | ----- | ------ | ------ |
| Voyageurs | 62 696 | 38 817 | 6 702 | 4 004 | 3 533 | 3 307 | 7 225 | 15 503 | 21 534 |

## Service des voyageurs

### Accueil
Halte SNCF, c'est un point d'arrêt non géré (PANG) à entrée libre, qui dispose d'un quai avec un abri. Elle est située dans la zone de validité des titres de transport intermodaux Unipass de Rennes Métropole,.

### Desserte
Corps-Nuds est desservie par des trains TER Bretagne qui circulent entre les gares de Rennes et de Châteaubriant.

### Intermodalité
La gare est desservie par les lignes de bus 73 et 173ex du STAR.